# Vienna nights: Live at Joe Zawinul's Birdland
Vienna nights: Live at Joe Zawinul’s Birdland is een livealbum van Joe Zawinul en The Zawinul Syndicate. Er werden opnamen gemaakt tijdens concerten van 26 tot en met 30 mei en 21 september tot 1 oktober 2004 in de jazzclub Joe Zawinul’s Birdland; een splitsing per personeel per avond werd niet gegeven.

## Musici

### Zawinul I
- Joe Zawinul – toetsinstrumenten, vocoder
- Linley Marthe – basgitaar
- Amit Chatterjee – gitaar, zang
- Sabine Kabongo – zang, percussie
- Manolo Badrena – percussie, zang
- Nathaniel Townsley – drumstel

### Zawinul II
- Joe Zawinul – toetsinstrumenten, vocoder
- Linley Marthe – basgitaar
- Alegre Correa – gitaar
- Sabine Kabongo – zang, percussie
- Karim Zaid – drumstel, percussie
- Aziz Sahmaoui – zang, percussie
- Arto Tuncboyaciyan – percussie, zang
- Scott Henderson – gitaar op Two lines, Badia, Boogie woogie walz en Rooftops of Vienna
- Nathaniel Townsley – drumstel op Rooftops of Vienna

## Muziek
| Nr. | Titel                                       | Duur |
| --- | ------------------------------------------- | ---- |
| 1.  | Y’Elena (Zawinul II)                        | 5:33 |
| 2.  | Two lines (Zawinul II)                      | 5:04 |
| 3.  | Do you want some tea, grandpa? (Zawinul II) | 7:40 |
| 4.  | Chabiba (Zawinul II)                        | 6:39 |
| 5.  | Blue sound/Note 3 (Zawinul I)               | 5:30 |
| 6.  | Rooftops of Vienna (Zawinul II)             | 6:59 |
| 7.  | Louange (Zawinul II)                        | 5;15 |
| 8.  | East 12th Street Band (Zawinul I)           | 8:57 |

| Nr. | Titel                                | Duur |
| --- | ------------------------------------ | ---- |
| 1.  | Café Andalusia (Zawinul I)           | 9:14 |
| 2.  | Borges Buenos Aires (Zawinul I)      | 9:55 |
| 3.  | Tower of silence (Zawinul II)        | 6:46 |
| 4.  | Intro to A mighty theme (Zawinul II) | 1:51 |
| 5.  | Come sunday (Zawinul II)             | 6:42 |
| 6.  | Three postcards (Zawinul II)         | 2:58 |
| 7.  | Badia (Zawinul II)                   | 4:53 |
| 8.  | Boogie woogie waltz (Zawinul II)     | 4:23 |